# Ladue, Missouri
Ladue, Missouri (енгл. Ladue) град је у америчкој савезној држави Мисури.

## Демографија
По попису из 2010. године број становника је 8.521, што је 124 (-1,4%) становника мање него 2000. године.
| Група             | 2000.         | 2010.         |
| Белци             | 8.312 (96,1%) | 7.925 (93,0%) |
| Афроамериканци    | 76 (0,9%)     | 84 (1,0%)     |
| Азијати           | 129 (1,5%)    | 263 (3,1%)    |
| Хиспаноамериканци | 67 (0,8%)     | 120 (1,4%)    |
| Укупно            | 8.645         | 8.521         |